# 塩島賢次
塩島 賢次（しおじま けんじ、1946年 - ）は、日本の実業家、藤田リゾート開発株式会社元代表取締役社長、ホテル椿山荘東京元総支配人、日本ホテル株式会社元常務取締役、ホテルメトロポリタン元総支配人。

## 人物・経歴

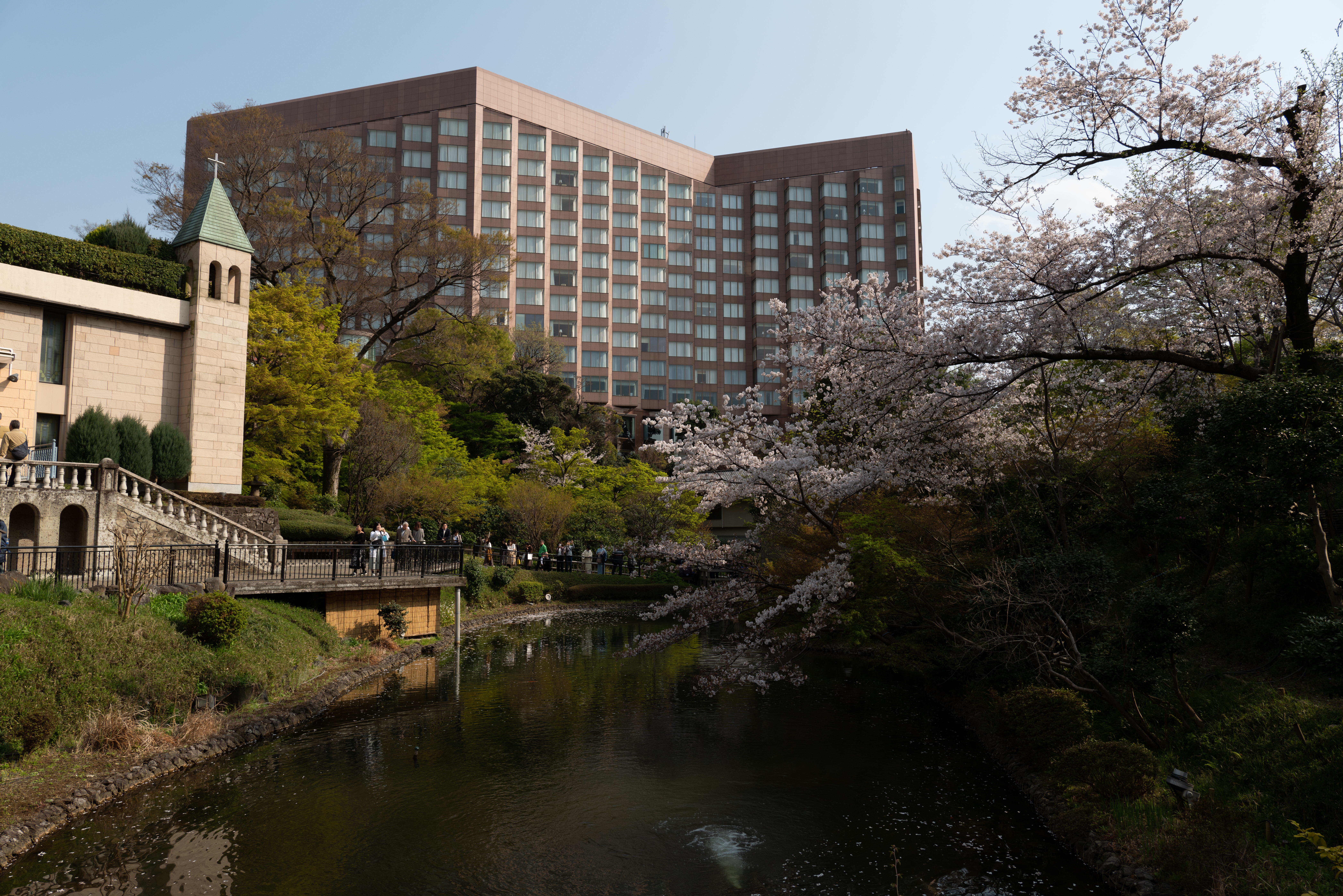
ホテル椿山荘東京

1946年、神奈川県横浜市生まれ。1970年3月、立教大学経済学部卒業。
1970年4月、藤田観光株式会社入社、経理部財務課に配属。1980年、フジタグアムタモンビーチホテル副総支配人。
1987年、ニューヨーク椿山荘総支配人に就任。
1992年、フォーシーズンズホテル椿山荘東京開業にともないレストラン支配人、料飲支配人を経て、1998年、総支配人に就任。
2003年、藤田観光株式会社執行役員　ラグジュアリーホテル事業部長兼フォーシーズンズホテル椿山荘東京総支配人。
2006年、藤田リゾート開発株式会社代表取締役社長 カメリアヒルズカントリークラブ総支配人に就任。
2008年、日本ホテル株式会社常務取締役　ホテルメトロポリタン総支配人。2015年、日本ホテル株式会社顧兼JRホテルグループ事務局長に就任。
立教大学、玉川大学で非常勤講師を勤める。2010年から立教観光クラブの会長も務めた。
フォーシーズンズホテル椿山荘東京前総支配人の経験を活かした「サービスを超えたホスピタリティ」の研修、講演が人気となっている。

## 著作
- 『ホスピタリティの黄金律』PHP研究所（2006年11月）